# Jaumea
Jaumea là một chi thực vật có hoa trong họ Cúc (Asteraceae).

## Loài
Chi Jaumea gồm các loài: